# Стефани Фрапар
Стефани Фрапар (фр. Stéphanie Frappart; 14. децембар 1983) фудбалски судија из Француске, која се налази на листи УЕФА-иних судија од 2009. године. Она је била прва жена која је судила меч Купа УЕФА-е 2019. године између Ливерпула и Челсија. Такође је прва жена која је судила у Лиги шампиона сезоне 2020/21. у утакмици Јувентус - Динамо Кијев.

## Каријера
Од 2011. године, Фрапарова је судила мечеве у трећој лиги Француске. Она је 2014. постала прва жена која је судила у Лиги 2, другом нивоу професионалног мушког фудбала у Француској. Била је судија на ФИФА-ином светском првенству за жене у Канади 2015. године. 
Дана 3. децембра 2018. Стефани је именована да суди на ФИФА-ином светском купу за жене у Француској 2019. Након закључка осмине финала, објављено је да је она изабрана као један од 11 званичника који ће бити задржани до краја турнира. Фрапарова ће наставити да буде именована за судију финала турнира који се 7. јула 2019. одржао између Сједињених Држава и Холандије.
У априлу 2019. објављено је да ће постати прва жена која суди у Првој француској лиги. Дана 28. априла 2019. године судила је свој први меч у Лиги 1 између Амјена и Стразбура. 
Дана 2. августа 2019. објављено је да је Стефани именована да суди УЕФА-ин Суперкуп 2019. Тиме је постала прва жена која је судила у главној мушкој европској утакмици. 
Новембра 2019. Стефани је судила реванш наступног такмичења у Купу шампиона, између победника лиге Премијер дивизије Лиге Ирске и НИФЛ Премијер лиге. У мечу је шампион Републике Ирске Дандок победио шампиона Северне Ирске Линфилд 6-0, а Стефани је показала два жута картона на мечу.
Дана 30. новембра 2020. УЕФА Лига шампиона објавила је да ће Фрапарова бити прва жена која ће судити меч у том такмичењу, судећи на мечу између Јувентуса и Динамо Кијева 2. децембра 2020. године.